# Камышка (Тюменская область)
Камышка — деревня в Ишимском районе Тюменской области России. Входит в состав Десятовского сельского поселения.

## История
До 1917 года входила в состав Карасульской волости Ишимского уезда Тюменской губернии. По данным на 1926 год состояла из 108 хозяйств. В административном отношении входила в состав Троицкого сельсовета Жиляковского района Ишимского округа Уральской области.

## Население
| 2010 |
| ---- |
| 46   |

По данным переписи 1926 года в деревне проживало 530 человек (274 мужчины и 256 женщин), в том числе: белоруссы составляли 89 % населения, русские — 8 %.
Согласно результатам переписи 2002 года, в национальной структуре населения русские составляли 77 % из 84 чел.